# Caiophora buraeavi
Caiophora buraeavi là một loài thực vật có hoa trong họ Loasaceae. Loài này được Urb. & Gilg ex Rusby mô tả khoa học đầu tiên năm 1893.